# Union (Sint Eustatius)
Union – osada (buurt) na wyspie Sint Eustatius, w Holandii Karaibskiej. Liczy 390 mieszkańców (1 stycznia 2024). Leży w środkowej części wyspy.